# Axel Weigand
Axel Weigand (La Plata, Provincia de Buenos Aires, 4 de enero de 1985) es un ex-baloncestista argentino que jugaba en la posición de alero. 

## Trayectoria
Weigand comenzó a practicar baloncesto en la Asociación Cultural y Deportiva Universal, un club de barrio de la ciudad de La Plata. Después de superar la categoría cadetes, fue reclutado por Boca Juniors, donde debutaría como profesional en 2001.
Tras consagrarse campeón con su equipo en la temporada 2003-04 de la LNB, dejó su país para actuar en España. Desembarcó así en el Lucentum Alicante, club en el que pasaría los siguientes cinco años. Sus tres primeras temporadas transcurrieron en la Liga ACB, mientras que en las últimas dos su equipo compitió en la LEB, logrando el retorno a la máxima categoría del baloncesto español a mediados de 2009.
El jugador regresó a la Argentina para sumarse a Unión de Sunchales en lo que sería su reincorporación a la LNB. De todos modos, tras un año allí, volvió a firmar un contrato por una temporada con el Lucentum Alicante, luego de que el entrenador Óscar Quintana lo viera en buenas condiciones para disputar el campeonato de la ACB. Sin embargo, antes de que la temporada concluyese, el jugador se desvinculó de la institución alicantina para fichar con el Monte Hermoso de la LNB.
Entre 2011 y 2016 siguió compitiendo en la máxima categoría del baloncesto profesional argentino, vistiendo las camisetas de Quilmes de Mar del Plata, Argentino de Junín, Peñarol de Mar del Plata y Boca Juniors, equipo en el que permaneció por dos temporadas.
En septiembre de 2016 confirmó su incorporación a Estudiantes de La Plata para jugar en el Torneo Federal de Básquetbol, la tercera categoría argentina. Pese al entusiasmo que manifestó públicamente por el hecho de haber retornado a su ciudad natal, lo cierto es que Weigand sólo actuó en 5 partidos con los platenses, pasando en el mes de noviembre de 2016 a Echagüe de la LNB como sustituto temporal de Sebastián Uranga. Sin embargo una lesión lo dejó fuera de competición, luego de haber jugado tan solo 3 partidos con su nuevo equipo. 
El jugador retornó a la actividad en el segundo semestre de 2017, siendo fichado por Central Entrerriano del TFB. En enero de 2018 se sumó a Independiente BBC de La Liga Argentina.
Luego de un año y medio de jugar para los santiagueños, arregló su incorporación al Deportivo Viedma para disputar la temporada 2019-20 de La Liga Argentina. La pandemia de COVID-19 obligó a suspender el torneo, enviando a Weigand a la inactividad al igual que el resto de sus colegas. 
Tras más de un año sin jugar, el alero reapareció a mediados de 2021 como ficha de Estudiantes de La Plata. Al culminar la temporada, decidió retirarse de la práctica profesional del baloncesto.

## Clubes
| Club                     | País      | Año         |
| ------------------------ | --------- | ----------- |
| Boca Juniors             | Argentina | 2001 - 2004 |
| Lucentum Alicante        | España    | 2004 - 2009 |
| Unión de Sunchales       | Argentina | 2009 - 2010 |
| Lucentum Alicante        | España    | 2010 - 2011 |
| Monte Hermoso            | Argentina | 2011        |
| Quilmes de Mar del Plata | Argentina | 2011 - 2012 |
| Argentino de Junín       | Argentina | 2012 - 2013 |
| Peñarol de Mar del Plata | Argentina | 2013 - 2014 |
| Boca Juniors             | Argentina | 2014 - 2016 |
| Estudiantes de La Plata  | Argentina | 2016        |
| Echagüe                  | Argentina | 2016        |
| Central Entrerriano      | Argentina | 2017        |
| Independiente BBC        | Argentina | 2018 - 2019 |
| Deportivo Viedma         | Argentina | 2019 - 2020 |
| Estudiantes de La Plata  | Argentina | 2021 - 2022 |

## Selección nacional
Weigand fue miembro de los seleccionados juveniles de baloncesto de Argentina, llegando a jugar en el Campeonato Mundial de Baloncesto Sub-21 Masculino de 2005.
En 2009 fue convocado a la selección mayor por el entrenador Sergio Hernández, pero no alcanzó a disputar ningún partido oficial con el equipo. 